# 崇明方言大词典
《崇明方言大词典》，讹作《崇明话方言大词典》，是记录了上海崇明、横沙、长兴，以及江苏启东、海门、常阴沙等地吴语崇明话的方言词典，
也是中国迄今为止最大的一本方言词典，
其收集了大量的词和短语，以及熟语、口头禅，同时特别注意反映社会习俗、人文历史的条目。
词典由中国社会科学院语言研究所研究员张慧英和作家、方言研究者顾晓东两位崇明人，及浙江师范大学教授、海门人王洪钟合作完成。并由上海辞书出版社出版，编撰时间超过7年，全书200万字，共收录崇明方言词语28,000余条。
该词典由《现代汉语方言大词典》之地方分册《崇明方言词典》增编而成，但现《大词典》所指崇明方言范围有所扩大，
其文字亦改以简化字为主，仅个别词目用传统汉字来反映实际读音。
《崇明方言大词典》于2014年8月在上海书展中举行了新书研讨会。

## 特點
- 注意语音实录。除了用国际音标标出声韵调以外，有些不明来历的写同音字，没有同音字可写的写近音字加以说明，或者采用新的反切拼音。[5]
- 字形注意从俗从众。[5]
- 除个别必须用传统汉字来反映实际读音的以外，都用简化字，并且尽量归并韵书所见同音同义的不用写法。[5]
- 释义简明，注意和普通话和周围方言的比较。例句一般都译成普通话，便于外地读者阅读。[5]
- 既有“条目首字笔划索引”，又有“条目首字普通话拼音索引”。“条目首字普通话拼音索引”是专业方言词典创编以来首次所用，目的是为方便广大普通读者。[5]

## 外部連結
- 《崇明方言大词典》封面（页面存档备份，存于），上海市崇明县人民政府新闻办公室官方微博「上海崇明」公布
  - .   [2014-08-21]. （原始内容存档于2014-08-21）.
- 有关《大词典》的长微博，上海市政府新闻办公室官方新浪微博「上海发布」发布
  - （页面存档备份，存于）
- 豆瓣读书上《崇明方言大词典》的資料 （简体中文）